# Sakura (canción)
«SAKURA» es el primer sencillo de la banda japonesa  Ikimono Gakari, lanzado el 15 de marzo del año 2006 por el sello Epic Records Japan.

## Detalles
El primer trabajo major de la banda en Epic Records, tras varios años de estar trabajando en sus carreras como indies. El tema del sencillo es la graduación de la escuela y lo que esto afecta en la vida, y también incluye como b-side la versión de "Sotsugyou Shashin" (La foto de la graduación) de Yumi Arai. El título de la canción, a pesar de ser proveniente de una palabra meramente en japonés (桜, Cerezo) fue escrita con letras del alfabeto latino; no así las otras 2 canciones incluidas, que están escritas en katakana y kanji respectivamente. El sencillo debutó en el puesto n.º 17 de las listas de Oricon japonesas, y permaneciendo un total de 29 semanas dentro de las listas, llegó a vender más de 59 mil copias. Tanto "SAKURA" como "Hot Milk" fueron posteriormente incluidos en el primer álbum major del grupo, Sakura Saku Machi Monogatari.

## Canciones
1. «SAKURA»    "Flor de Cerezo"
2. «Hot Milk» (ホットミルク?) "Leche Caliente"
3. «Sotsugyou Shashin» (卒業写真?) "Fotos de Graduación"
4. «SAKURA» -instrumental-

## Videoclip
El video musical del tema SAKURA cuenta la historia de una joven que echa de menos el tiempo que estuvo en la escuela, mire donde mire ve a sus antiguos compañeros de clase, recordando aquellos tiempos.
También nos muestra escenas del propio grupo cantando bajo un árbol de flores de cerezo (Sakura), escenas que interceden de vez en cuando durante la historia de la joven.
- Datos: Q4387130